# De Baarsjes
De Baarsjes è un quartiere di Amsterdam. Il 1º gennaio 2005 il quartiere è confluito nello stadsdeel di Amsterdam-West.